# Loto-Québec

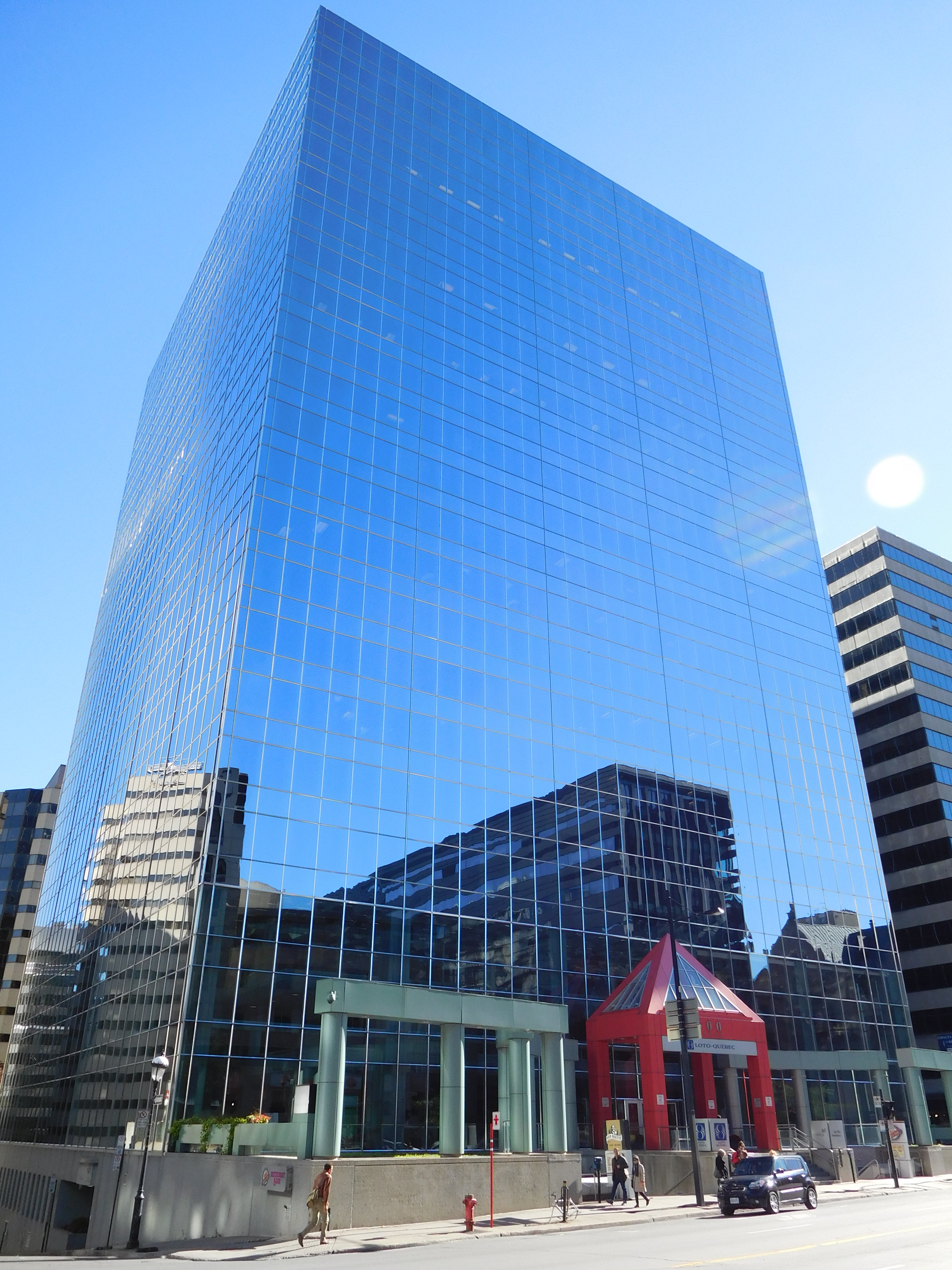
Siège social de Loto-Québec, situé au 500, rue Sherbrooke Ouest, Montréal

La Société des loteries du Québec, plus connue sous le nom de Loto-Québec, est une société d'État québécoise de jeux de hasard et d'argent (dont la loterie publique) au Québec créée en 1969.

## Description
Loto-Québec offre différents types de jeux de hasard et d'argent. Par un réseau de plus de 8 500 détaillants, elle offre plusieurs types de produits de loterie:
- des instantanés (surnommés gratteux)
- des traditionnelles (ex. : La Mini)
- à accès direct (ou par terminal) comme la Lotto 6/49, le Lotto Max ou le Québec 49
- et du pari sportif.

Loto-Québec se divise en plusieurs filiales pour gérer ses activités :
- La Société des casinos du Québec, qui exploite quatre casinos au Québec (Casino de Montréal, Casino de Charlevoix, Casino du Lac-Leamy et Casino de Mont-Tremblant[3]) ainsi que des services de restauration et d'hébergement
- La Société des établissements de jeux du Québec, qui gère et commercialise les produits de bingo en réseau, le jeu Kinzo, le Salon de jeux de Trois‑Rivières et celui de  Québec ainsi qu’un réseau d'appareils de loterie vidéo, répartis dans près de 2 000 bars à la grandeur du Québec.
- Casiloc inc., qui est responsable des projets de construction, de l’acquisition du mobilier et de l’équipement ainsi que de la location des lieux pour les casinos. Elle est également chargée d’effectuer les achats de biens immobilisés pour les secteurs des loteries, des loteries vidéo et des bingos.
- Lotim inc, qui est le propriétaire de l'édifice du 500, rue Sherbrooke Ouest, à Montréal, où se trouve le siège social de Loto-Québec et ses filiales.
- Technologies Nter, qui développe ou acquiert, intègre et exploite les systèmes informatiques qui soutiennent les objectifs d'affaires de Loto Québec.

Loto-Québec emploie plus de 5 800 personnes (décembre 2015), dont 4 500 dans les quatre casinos qu'elle gère.
Depuis 1979, la Société a un programme d'acquisition d'œuvres d'art contemporain regroupées dans La Collection Loto-Québec. La Collection réunit plus de 5 500 œuvres de quelque 1 200 artistes québécois.
La gestion des jeux de bingo sur les Réserves Autochtones relève du Gouvernement du Canada.

## Historique

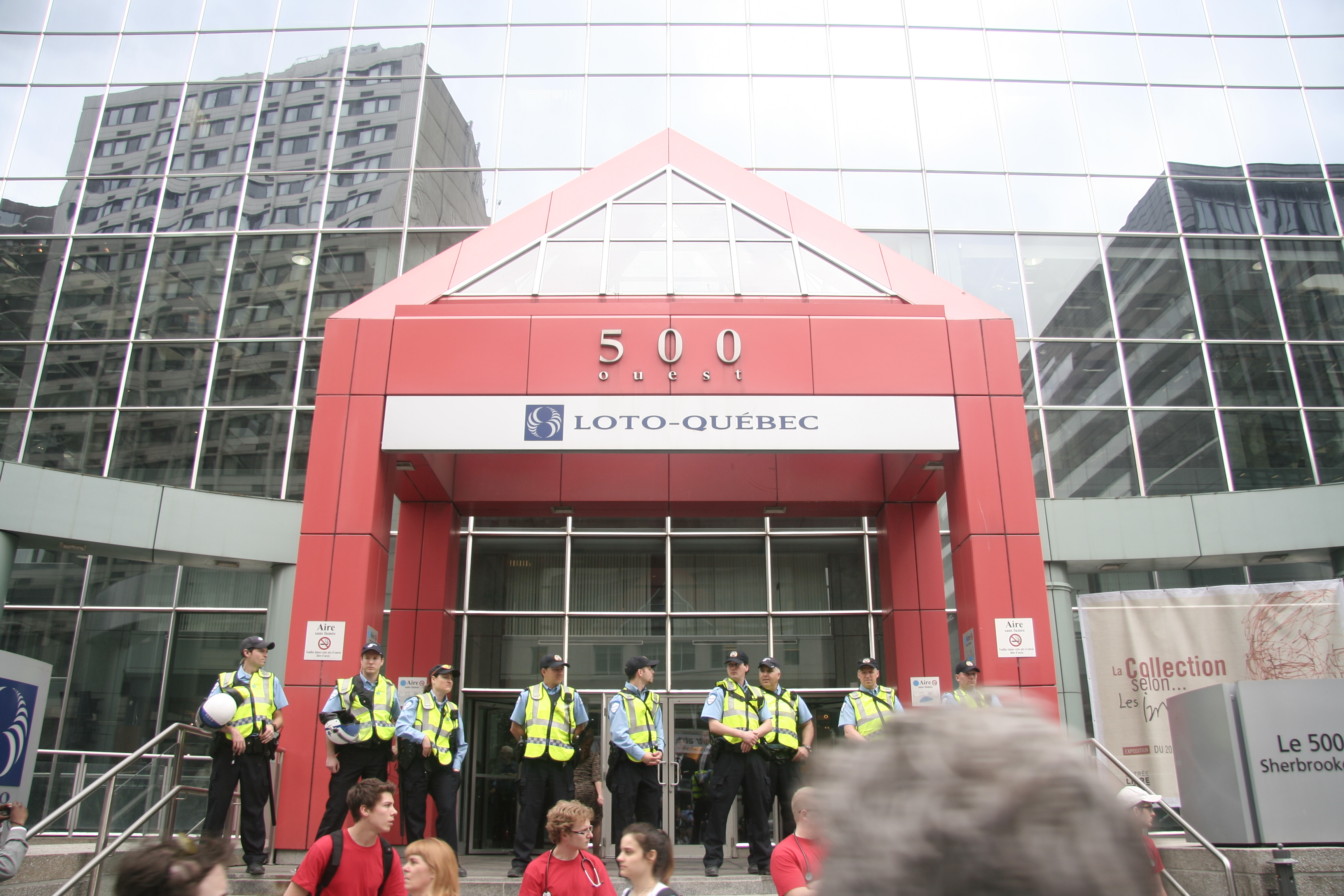
Bureaux de Loto-Québec à Montréal, durant la Grève étudiante québécoise de 2012.

En 1969, par l'approbation de la Loi sur la Société des loteries du Québec, le gouvernement du Québec crée une société d'État destinée à légaliser et à exploiter le jeu de hasard au Québec. Le premier tirage organisé par la nouvelle société d'État a lieu le 14 mars 1970, le gros lot de l'Inter Loto est alors de 125 000 CAD. Le coût de la mise est de 2 CAD.
À cette époque, aucune loi ne spécifie quel palier de gouvernement est responsable de l'exploitation des jeux de hasard et d'argent. Pour cette raison, le gouvernement du Canada crée, en 1972, une loterie afin de financer les Jeux olympiques d'été de 1976. Cette organisation prendra le nom de Loto-Canada en 1976. Cependant, à la suite de fortes pressions de la part des provinces, elle est dissoute en 1979 et la gestion et l'exploitation des jeux de hasard devient une compétence provinciale. Les provinces doivent cependant transférer une part de leurs profits au gouvernement fédéral. En 2006, cette part a atteint 14,1 millions CAD.
C'est en 1976 que Loto-Québec effectue le premier tirage d'un gros lot de 1 million CAD de son histoire, sous le nom de Super Loto.
Le 12 juin 1982, Lotto 6/49 devient le premier tirage à se faire à travers le Canada. Le gros lot est alors de 500 000 CAD.
De modeste, cette société est devenue au fil des ans l'une des plus importantes de ce secteur au Canada. Le 25 mai 2004, des intervenants et personnalités publics se regroupent pour créer la coalition EmJEU (Éthique pour une modération du jeu). Sans être prohibitionnistes ou anti-jeu, les membres de la coalition revendiquent une gestion sécuritaire et éthique de Loto-Québec et de l'ensemble de l'industrie du jeu de hasard. Ils sont en partie responsable d'un débat sur la place du jeu de hasard dans la société québécoise et sur toutes questions qui lui sont reliées. Schématiquement, les membres d'EmJEU, revendiquent les mêmes genre de règlements et de législations en matière de jeu que ceux qui encadrent l'industrie du tabac.
Le 22 juin 2005, en partenariat avec le Cirque du Soleil, Loto-Québec propose de relocaliser le Casino de Montréal à proximité de la Cité du Havre (I.E. : le bassin Peel) dans le but de l'intégrer dans un complexe de divertissement de calibre international comprenant entre autres, un hôtel et une salle de spectacles,. Ce projet a été vivement critiqué par la population du quartier concerné, la coalition EmJEU et la direction de la santé publique de Montréal qui a publié un avis de santé publique. Il a aussi provoqué une polémique sur la place du jeu de hasard  et d'argent au Québec. À la suite de la publication du rapport commandé par le gouvernement à Guy Coulombe qui posait de sévères conditions à la réalisation du projet le 10 mars 2006, le Cirque du Soleil se retira de ce projet controversé et renonça au projet de relocalisation du casino.
Le 30 mars 2006, par le biais de sa filiale Casino Mundial, Loto-Québec devient officiellement partenaire du groupe Casinos Développement Europe. Elle détient 35 % de l'actionnariat. Les deux autres partenaires sont Bridgepoint Capital (55 %) et l'équipe de direction du groupe antérieurement connu sous le nom de Moliflor Loisirs (10 %). Cette société est le troisième plus important exploitant de casinos en France avec 20 établissements.
Le 2 novembre 2006, le Conseil des ministres (Gouvernement du Québec) autorisait Loto-Québec à implanter quatre salons de jeux au Québec (LUDOPLEX) : Montréal, Québec, Trois-Rivières et Mont-Tremblant. Avec cette autorisation, Loto-Québec franchissait une nouvelle étape dans la réalisation d'un plan de développement annoncé en 2004. Ce plan prévoyait, notamment, la réduction du nombre d'appareils de loterie vidéo pour en réduire l'accessibilité. De fait, le nombre de ALV est passé de 14 301, en 2006, à 11 410 en 2009 (soit une diminution de 20 %), tandis que le nombre de sites abritant des ALV a baissé de 3663 à 2327 (-36 %). Les 11 410 appareils de loterie vidéo génèrent des retombées de 670 millions CAD. La santé publique du Québec (Serge Chevalier, sociologue) évalue que la majorité des revenus provenant des appareils électroniques de jeux origine de joueurs problématiques, ce que conteste Loto-Québec.
À ce jour, seuls les salons de jeux de Trois-Rivières (25 octobre 2007) et de Québec (6 décembre 2007) ont ouvert leurs portes. Le 24 juin 2009, le Casino de Mont-Tremblant est inauguré, en lieu et place du salon de jeux initialement prévu.
Le 15 septembre 2008 a débuté à la Cour Supérieure du Québec un des plus importants procès en action collective au Québec et au Canada. Initié en 2002 par Jean Brochu, un ex-joueur compulsif, le recours reproche à Loto-Québec d'avoir propagé l'usage des appareils de loterie vidéo (ALV) sans avoir informé les utilisateurs du danger de développer une dépendance à l'égard de ce jeu d'argent et de hasard. En décembre 2009, un règlement à l’amiable intervient cependant entre les deux parties.
Dans l’intervalle, Loto-Québec annonce, en mars 2009, un programme de rénovation du Casino de Montréal au coût de 100 millions CAD.
Le 1er avril 2009, Loto-Québec reçoit la plus haute certification internationale en matière de jeu responsable, soit le niveau 4, de la World Lottery Association (WLA), un regroupement mondial composé de 140 sociétés de loterie.
Le 6 novembre 2009, une nouvelle loterie, Lotto Max, offre la plus grande cagnotte de l'histoire des loteries canadiennes : en plus du gros lot de 50 millions $, Lotto Max met à l'enjeu 10 lots additionnels de 1 million $ chacun, appelés les Maxmillions.
Le 26 janvier 2010, le gouvernement du Québec autorise la Société des loteries du Québec à offrir le jeu en ligne et en fait l’annonce le 3 février. L’annonce ne fait pas l’unanimité. Malgré l’opposition des directeurs régionaux de la Santé publique du Québec et de la coalition EmJEU qui demandent au gouvernement un moratoire et ce, afin de réaliser des études pré implantation et d'évaluer les impacts socio-sanitaires que pourrait avoir cette nouvelle offre de jeu Loto-Québec sur la population du Québec. Loto-Québec fait valoir que l’offre de jeu en ligne existe déjà, qu’il y a plus de 2 000 sites illégaux disponibles où les mesures de jeu responsable sont pour ainsi dire inexistantes. Elle maintient que son objectif est de canaliser l’«offre de jeu dans un circuit contrôlé, dans un environnement sécuritaire dont l’intégrité sera irréprochable». Face à la volonté du gouvernement et de Loto-Québec d'aller de l'avant, une pétition est lancée et déposée en septembre à l'Assemblée Nationale du Québec. Loto-Québec a néanmoins lancé son site Espacejeux le 1er décembre 2010.
Le 23 mars 2010, le juge Gratien Duchesne, de la Cour supérieure du Québec, entérine le règlement à l’amiable conclu en décembre 2009 dans le cadre du recours collectif lié aux appareils de loterie vidéo. En vertu de cette entente, les demandeurs ont reconnu que les appareils de loterie vidéo ne sont pas la cause du jeu pathologique, confirmant ainsi la position soutenue par Loto-Québec.
Par souci d’équité, le gouvernement du Québec accepte de rembourser les frais de thérapie des joueurs pathologiques à partir de 1994 jusqu’à 2002, preuve à l’appui, et ce, sans égard aux jeux joués. Depuis 2002, ces frais sont couverts par l'assurance maladie.
Le total des indemnisations prévues à l'entente ne devrait pas dépasser 50 millions $ alors qu’initialement, le demandeur réclamait un dédommagement d'environ 800 millions $ pour les 120 000 joueurs compulsifs recensés au Québec (selon leurs évaluations, contestées par Loto-Québec).
Le 19 octobre 2010, la Société des bingos du Québec (devenue depuis la Société des établissements de jeux du Québec - SEJQ) lance son nouveau jeu Kinzo. Il s’agit d’un concept de jeu original, dont le dynamisme est accentué par un rythme soutenu et des effets sonores et qui est offert en réseau dans les salles Kinzo. Ces dernières peuvent accueillir une cinquantaine de joueurs en moyenne. Le jeu Kinzo a été commercialisé afin de permettre à la SBQ de maintenir sa contribution annuelle aux organismes sans but lucratif (OSBL) qui ont choisi le bingo comme source de financement.
Le 19 novembre 2010, Loto-Québec lance Espacejeux, son site Internet de jeu en ligne pour une période de préinscription. Le site devient opérationnel dès le 1er décembre, offrant aux internautes adultes huit variantes de poker, des jeux de table (baccara, sic bo, chien rouge), ainsi que différents types de black jack et de roulette.
Depuis le début 2011, les amateurs de poker québécois peuvent également se mesurer aux joueurs de la Colombie-Britannique. Et depuis mars 2012, Mise-o-jeu offre ses sélections de paris sportifs en ligne et son application mobile. À plus long terme, d’autres jeux viendront compléter l’offre d’Espacejeux.
En 2017, Lynne Roiter a été nommée présidente et chef de la direction de Loto-Québec. Son successeur, Jean-François Bergeron, est, quant à lui, entré en fonction en juin 2021.
En décembre 2023, Loto Québec fait la déclaration de la construction d'un hôtel de 200 chambres au Casino de Montréal, un projet dont l'investissement, planifié depuis plusieurs années, s'élève à environ 150 millions de dollars.